# Волков, Вячеслав Юрьевич
Вячеслав Юрьевич Волков (9 ноября 1970, Псков, СССР) — советский и российский футболист, тренер.

## Карьера
Воспитанник псковского футбола. Тренер — В. П. Кравченко. Начинал свою карьеру в местном клубе «Машиностроитель» после двухгодичной службы в армии. В 1995 году сыграл 12 матчей в Высшей лиге за новороссийский «Черноморец». В дальнейшем выступал за тульский «Арсенал», вологодское «Динамо» и «Псков-2000». В псковском коллективе был капитаном команды.
После завершения карьеры занялся тренерской деятельностью. В 2007 году Волков вывел «Псков-747» во Второй дивизион. С 2008 года входит в тренерский штаб этой команды (в 2020 году переформатированной в ФК «Псков»).

## Семья
Сын Владислав Волков (1996 г.р.) тоже стал футболистом. В сезонах 2014/15—2019/20 — игрок «Пскова-747».